# Nauki rolnicze
Nauki rolnicze w Polsce od 2022 dzieliły się na następujące dyscypliny:
- nauki leśne
- rolnictwo i ogrodnictwo
- technologia żywności i żywienia
- zootechnika i rybactwo

Wcześniej:
- agronomia
- agrochemia
- ogólna uprawa roli i roślin
- szczegółowa uprawa roślin
- inżynieria rolnicza
- kształtowanie środowiska
- ochrona roślin
- ogrodnictwo
- nasionoznawstwo
- rybactwo
- technologia żywności i żywienia
- weterynaria
- zootechnika